# Malédiction (nouvelle)
Malédiction (The Case of the Caretaker) est une nouvelle policière d'Agatha Christie mettant en scène Miss Marple.
Initialement publiée en janvier 1942 dans la revue The Strand Magazine au Royaume-Uni, cette nouvelle a été reprise en recueil en 1950 dans Three Blind Mice and Other Stories aux États-Unis. Elle a été publiée pour la première fois en France dans le recueil Trois souris... en 1985.
Une première version de la nouvelle existait sous le titre The Case of the Caretaker's Wife mais n'avait jamais été publiée jusqu'en 2011 dans le livre Agatha Christie: Murder in the Making de John Curran. Certains aspects de l'intrigue de la nouvelle ont une ressemblance avec le roman La Nuit qui ne finit pas (Endless Night) de 1967.

## Publications
Avant la publication dans un recueil, la nouvelle avait fait l'objet de publications dans des revues :
- en janvier 1942, au Royaume-Uni, dans le no 613 de la revue The Strand Magazine[2] ;
- le 5 juillet 1942, aux États-Unis, dans la revue Chicago Sunday Tribune[2].

La nouvelle a ensuite fait partie de nombreux recueils :
- en 1950, aux États-Unis, dans Three Blind Mice and Other Stories[2] (avec 8 autres nouvelles) ;
- en 1979, au Royaume-Uni, dans Miss Marple's Final Cases and Two Other Stories[2] (avec 7 autres nouvelles) ;
- en 1985, en France, dans Trois souris... (avec 5 autres nouvelles) ;
- en 2001, en France, dans Miss Marple tire sa révérence (adaptation du recueil britannique de 1979).